# Estimated time of arrival
Estimated time of arrival eller ETA betyder direkte oversat "anslået tidspunkt for ankomsten". ETA er en tidsangivelse for, hvornår en given genstand, person, fil etc. forventes at ankomme til et bestemt sted. 
ETA anvendes internationalt blandt militære styrker, redningstjenester og politi, men anvendes også ofte i forbindelse med offentlige transportmidler i de fleste engelsksprogede lande. Her angives det forventede ankomst tidspunkt for tog, busser, fly og lignende som ETA ofte parret med dets supplement, estimated time of departure (forventet afgangstidspunkt) eller "ETD", for at angive den forventede afgangstidspunkt for en bestemt tur.
Indenfor fly- og skibsnavigation angiver ETA helt specifikt et udregnet ankomsttidspunktet baseret på den hastighed, hvormed fartøjet har dækket den tilbagelagte distance hidtil. Den resterende afstand deles med den hastighed som tidligere målt til det forventede ankomsttidspunkt – ETA. Denne særlige metode tager ikke hensyn til eventuelle uventede begivenheder (såsom nye vindretninger), der kan opstå på vejen til flyets destination.